# Torymus juniperi
Torymus juniperi is een vliesvleugelig insect uit de familie Torymidae. De wetenschappelijke naam is gepubliceerd in 1758 door Linnaeus in de tiende editie van Systema naturae. 